# Solec Kujawski
Solec Kujawski este un oraș în Polonia.